# フジグラン山口
フジグラン山口（フジグランやまぐち）は、山口県山口市黒川にあるコミュニティ型ショッピングセンター (CSC) である。

## 概要
椹野川の左岸、山口地区のほぼ西端にあたる黒川地区に建設されたコミュニティ型ショッピングセンター (CSC) で、フジ・リテイリングの展開する「フジグラン」の店舗の一つ。2000年にオープン。
道路を挟んで反対側の敷地内には、ディスカウントストアのミスターマックスが展開するパワーセンター型ショッピングセンター「ハイパーモールメルクス山口」が同時期に同等規模（店舗面積11,263平米）で進出しており、2つの別の大型商業施設（大規模小売店舗立地法の申請は別々に行っている）が隣り合うという店舗形態となっている。
山口県道61号山口小郡秋穂線沿いに位置している。山口地区西部（朝田・大歳地区）からのアクセスは、国道9号・山口県道204号宮野大歳線から山口県道61号山口小郡秋穂線へ抜ける道路が十分に整備されていないことからアクセス性がやや悪い。大歳地区からのアクセスは、椹野川右岸を走る山口県道501号山口秋吉台公園自転車道線との交点から椹野川左岸へ渡る「高田橋」の改良（2車線化）により改善した。
当店舗は山口地区と小郡地区の谷間の市街化が進んでいない地域に位置しており、近年は新山口駅南側のロックタウン小郡（現：イオンタウン小郡）、葵地区のプリムールあおいの開店や大内地区のゆめタウン山口の増床リニューアルなど、市街地に位置する店舗との競争が激化している。生活館（旧：グランフジ）の営業時間の短縮（21時閉店→20時閉店）や隣接するハイパーモールメルクス山口の空き店舗が増えるなど、食品以外は不利な状況に立たされている。フジ自身も、小郡市街地に食品スーパー「フジ小郡店」を出店している状況である。